# UEFA EURO 2016予選・グループB
このページは、UEFA EURO 2016予選のグループBの結果をまとめたものである。このグループは、ボスニア・ヘルツェゴビナ、ベルギー、イスラエル、ウェールズ、キプロス、アンドラの6カ国・地域からなる。
1位および2位チームはそのままUEFA EURO 2016本大会出場が決まる。3位の9か国のうち成績が最も上位の国も予選を通過。残る3位の8か国が2か国ずつ4組に分かれホーム・アンド・アウェーでのプレーオフを行い、勝利した4か国が予選を通過する。

## 順位表
| チーム                   | 試 | 勝 | 分 | 敗 | 得 | 失 | 差  | 点 |
| ------------------------ | -- | -- | -- | -- | -- | -- | --- | -- |
| ベルギー                 | 10 | 7  | 2  | 1  | 24 | 5  | +19 | 23 |
| ウェールズ               | 10 | 6  | 3  | 1  | 11 | 4  | +7  | 21 |
| ボスニア・ヘルツェゴビナ | 10 | 5  | 2  | 3  | 17 | 12 | +5  | 17 |
| イスラエル               | 10 | 4  | 1  | 5  | 16 | 14 | +2  | 13 |
| キプロス                 | 10 | 4  | 0  | 6  | 16 | 17 | −1  | 12 |
| アンドラ                 | 10 | 0  | 0  | 10 | 4  | 36 | −32 | 0  |

| チーム  | チーム                   | AWAY         | AWAY           | AWAY                         | AWAY           | AWAY         | AWAY         |
| チーム  | チーム                   | ベルギーの旗 | ウェールズの旗 | ボスニア・ヘルツェゴビナの旗 | イスラエルの旗 | キプロスの旗 | アンドラの旗 |
| ------- | ------------------------ | ------------ | -------------- | ---------------------------- | -------------- | ------------ | ------------ |
| H O M E | ベルギー                 | X            | 0 - 0          | 3 - 1                        | 3 - 1          | 5 - 0        | 6 - 0        |
| H O M E | ウェールズ               | 1 - 0        | X              | 0 - 0                        | 0 - 0          | 2 - 1        | 2 - 0        |
| H O M E | ボスニア・ヘルツェゴビナ | 1 - 1        | 2 - 0          | X                            | 3 - 1          | 1 - 2        | 3 - 0        |
| H O M E | イスラエル               | 0 - 1        | 0 - 3          | 3 - 0                        | X              | 1 - 2        | 4 - 0        |
| H O M E | キプロス                 | 0 - 1        | 0 - 1          | 2 - 3                        | 1 - 2          | X            | 6 - 0        |
| H O M E | アンドラ                 | 1 - 4        | 1 - 2          | 0 - 3                        | 1 - 4          | 1 - 3        | X            |

## 競技日程と結果
競技日程は、2014年2月23日に行われた予選組み合わせ抽選会で決定された。
| 2014年9月9日 20:45 (UTC+2) |

| アンドラ        | 1 - 2    | ウェールズ        |
| リマ 6分 (pen.) | レポート | ベイル 22分, 81分 |

| エスタディ・ナシオナル（アンドラ・ラ・ベリャ） 観客数: 3,150人 主審: スラヴコ・ヴィンツィッチ |

| 2014年9月9日 20:45 (UTC+2) |

| ボスニア・ヘルツェゴビナ | 1 - 2    | キプロス                |
| イビシェヴィッチ 6分     | レポート | クリストフィ 45分, 73分 |

| スタディオン・ビリノ・ポリェ（ゼニツァ） 観客数: 12,100人 主審: イェフヘン・アラノフスキー |

| 2014年10月10日 20:45 (UTC+2) |

| ベルギー                                                                             | 6 - 0    | アンドラ |
| デ・ブライネ 31分, 34分 (pen.) · シャドリ 37分 · オリジ 59分 · メルテンス 65分, 68分 | レポート |          |

| ボードゥアン国王競技場（ブリュッセル） 観客数: 40,000人 主審: セルギー・ボイコ |

| 2014年10月10日 21:45 (UTC+3) |

| キプロス        | 1 - 2    | イスラエル                        |
| マクリデス 67分 | レポート | ダマリ 38分 · ベン・ハイムII 45分 |

| GSPスタジアム（ニコシア） 観客数: 19,164人 主審: ダニエレ・オルサート |

| 2014年10月10日 19:45 (UTC+1) |

| ウェールズ | 0 - 0    | ボスニア・ヘルツェゴビナ |
|            | レポート |                          |

| カーディフ・シティ・スタジアム（カーディフ） 観客数: 30,741人 主審: ウラジスラフ・ベズボロドフ |

| 2014年10月13日 20:45 (UTC+2) |

| アンドラ         | 1 - 4    | イスラエル                                    |
| リマ 16分 (pen.) | レポート | ダマリ 3分, 41分, 82分 · ヘメド 90+6分 (pen.) |

| エスタディ・ナシオナル（アンドラ・ラ・ベリャ 観客数: 800人 主審: クリスティアン・バライ |

| 2014年10月13日 20:45 (UTC+2) |

| ボスニア・ヘルツェゴビナ | 1 - 1    | ベルギー          |
| ジェコ 28分              | レポート | ナインゴラン 51分 |

| スタディオン・ビリノ・ポリェ（ゼニツァ） 観客数: 12,000人 主審: ルカ・バンティ |

| 2014年10月13日 19:45 (UTC+1) |

| ウェールズ                            | 2- 1     | キプロス    |
| コッテリル 13分 · ロブソン＝カヌ 23分 | レポート | ラバン 36分 |

| カーディフ・シティ・スタジアム（カーディフ） 観客数: 21,273人 主審: マヌエル・グラフェ |

| 2014年11月16日 18:00 (UTC+1) |

| ベルギー | 0 - 0    | ウェールズ |
|          | レポート |            |

| ボードゥアン国王競技場（ブリュッセル） 観客数: 55,000人 主審: パヴェル・クラロヴェツ |

| 2014年11月16日 19:00 (UTC+2) |

| キプロス                                                            | 5 - 0    | アンドラ |
| メルキス 9分 · エフレム 31分, 42分, 60分 · クリストフィ 87分 (pen.) | レポート |          |

| GSPスタジアム（ニコシア） 観客数: 6,000人 主審: マーク・クラッテンバーグ |

| 2014年11月16日 21:45 (UTC+2) |

| イスラエル                                    | 3 - 0    | ボスニア・ヘルツェゴビナ |
| ヴェルムト 36分 · ダマリ 45分 · ザハヴィ 70分 | レポート |                          |

| サミー・オフェル・スタジアム（ハイファ） 観客数: 32,000人 主審: アントニオ・マテウ・ラオス |

| 2015年3月28日 20:00 (UTC+3) |

| イスラエル | 0 - 3    | ウェールズ                          |
|            | レポート | ラムジー 45+1分 · ベイル 50分, 77分 |

| サミー・オフェル・スタジアム（ハイファ） 観客数: 30,200人 主審: ミロラド・マジッチ |

| 2015年3月28日 20:45 (UTC+1) |

| アンドラ | 0 - 3    | ボスニア・ヘルツェゴビナ |
|          | レポート | ジェコ 13分, 49分, 62分  |

| エスタディ・ナシオナル（アンドラ・ラ・ベリャ 観客数: 2,498人 主審: ヴァド・イシュトヴァーン |

| 2015年3月28日 20:45 (UTC+1) |

| ベルギー                                                                | 5 - 0    | キプロス |
| フェライニ 21分, 66分 · ベンテケ 35分 · アザール 67分 · バチュアイ 80分 | レポート |          |

| ボードゥアン国王競技場（ブリュッセル） 観客数: 45,213人 主審: オヴィディウ・アリン・ハツェガン |

| 2015年3月31日 21:45 (UTC+3) |

| イスラエル | 0 - 1    | ベルギー       |
|            | レポート | フェライニ 9分 |

| テディ・スタジアム（エルサレム） 観客数: 33,000人 主審: マーク・クラッテンバーグ |

| 2015年6月12日 20:45 (UTC+2) |

| アンドラ                        | 1 - 2    | キプロス                      |
| ドッサ・ジュニオール 2分 (o.g.) | レポート | ミティディス 13分, 45分, 53分 |

| エスタディ・ナシオナル（アンドラ・ラ・ベリャ） 観客数: 1,054人 主審: トビアス・ヴェルツ |

| 2015年6月12日 20:45 (UTC+2) |

| ボスニア・ヘルツェゴビナ                       | 3 - 1    | イスラエル          |
| ヴィシュチャ 42分, 75分 · ジェコ 45+2分 (pen.) | レポート | ベン・ハイムII 41分 |

| スタディオン・ビリノ・ポリェ（ゼニツァ） 観客数: 12,100人 主審: ルディ・ブケ |

| 2015年6月12日 19:45 (UTC+1) |

| ウェールズ  | 1 - 0    | ベルギー |
| ベイル 25分 | レポート |          |

| カーディフ・シティ・スタジアム（カーディフ） 観客数: 33,280人 主審: フェリックス・ブリヒ |

| 2015年9月3日 20:45 (UTC+2) |

| ベルギー                                                   | 3 - 1    | ボスニア・ヘルツェゴビナ |
| フェライニ 23分 · デ・ブライネ 44分 · アザール 78分 (pen.) | レポート | ジェコ 15分              |

| ボードゥアン国王競技場（ブリュッセル） 観客数: 42,975人 主審: ジョルジェ・ソウザ |

| 2015年9月3日 21:45 (UTC+3) |

| キプロス | 0 - 1    | ウェールズ  |
|          | レポート | ベイル 82分 |

| GSPスタジアム（ニコシア） 観客数: 14,492人 主審: シモン・マルチニャク |

| 2015年9月3日 21:45 (UTC+3) |

| イスラエル                                                      | 4 - 0    | アンドラ |
| ザハヴィ 3分 · ビトン 22分 · ヘメド 26分 (pen.) · ダブール 38分 | レポート |          |

| サミー・オフェル・スタジアム（ハイファ） 観客数: 22,650人 主審: ボグナール・タマーシュ |

| 2015年9月6日 17:00 (UTC+1) |

| ウェールズ | 0 - 0    | イスラエル |
|            | レポート |            |

| カーディフ・シティ・スタジアム（カーディフ） 観客数: 32,653人 主審: イヴァン・ベベク |

| 2015年9月6日 20:45 (UTC+2) |

| ボスニア・ヘルツェゴビナ                          | 3 - 0    | アンドラ |
| ビチャクチッチ 14分 · ジェコ 30分 · ルリッチ 45分 | レポート |          |

| スタディオン・ビリノ・ポリェ（ゼニツァ） 観客数: 6,830人 主審: アーノルド・ハンター |

| 2015年9月6日 21:45 (UTC+3) |

| キプロス | 0 - 1    | ベルギー      |
|          | レポート | アザール 86分 |

| GSPスタジアム（ニコシア） 観客数: 11,866人 主審: ウラジスラフ・ベズボロドフ |

| 2015年10月10日 20:45 (UTC+2) |

| アンドラ         | 1 - 4    | ベルギー                                                                         |
| リマ 51分 (pen.) | レポート | ナインゴラン 19分 · デ・ブライネ 42分 · アザール 56分 (pen.) · ドゥポワトル 64分 |

| エスタディ・ナシオナル（アンドラ・ラ・ベリャ） 観客数: 3,032人 主審: パヴェウ・ギル |

| 2015年10月10日 20:45 (UTC+2) |

| ボスニア・ヘルツェゴビナ                | 2 - 0    | ウェールズ |
| ジュリッチ 71分 · イビシェヴィッチ 90分 | レポート |            |

| スタディオン・ビリノ・ポリェ（ゼニツァ） 観客数: 10,250人 主審: アルベルト・ウンディアーノ |

| 2015年10月10日 21:45 (UTC+3) |

| イスラエル  | 1 - 2    | キプロス                                      |
| ビトン 76分 | レポート | ドッサ・ジュニオール 58分 · ディミトリウ 80分 |

| ラマト・ガン・スタジアム（ラマト・ガン） 観客数: 25,300人 主審: ジョルジェ・ソウザ |

| 2015年10月13日 20:45 (UTC+2) |

| ベルギー                                            | 3 - 1    | イスラエル  |
| メルテンス 64分 · デ・ブライネ 78分 · アザール 84分 | レポート | ヘメド 88分 |

| ボードゥアン国王競技場（ブリュッセル） 観客数: 39,773人 主審: アナスタシオス・シディロプロス |

| 2015年10月13日 21:45 (UTC+3) |

| キプロス                                | 2 - 3    | ボスニア・ヘルツェゴビナ                    |
| ハラランビデス 32分 · ミティディス 41分 | レポート | メジュニャニン 13分, 44分 · ジュリッチ 67分 |

| GSPスタジアム（ニコシア） 観客数: 17,687人 主審: アンソニー・テイラー |

| 2015年10月13日 19:45 (UTC+1) |

| ウェールズ                  | 2 - 0    | アンドラ |
| ラムジー 50分 · ベイル 86分 | レポート |          |

| カーディフ・シティ・スタジアム（カーディフ） 観客数: 33,280人 主審: ケフィン・ブロム |

## ノート
1. ↑  本来は、3月28日22:45(UTC+3)に試合開始予定であった。しかしUEFAの試合実施要項の関係で22:00以降のキックオフができないために、20:00に繰り上げた[2]。
2. ↑  元来、2014年9月9日21:45(UTC+3)にラマト・ガン・スタジアムで実施予定だったが、ガザ侵攻により順延となった[3][4]。